# バリー・ブレア
バリー・ブレア（英: Barry Blair、1954年 - 2010年1月3日）は、カナダのコミック出版者・漫画家・画家・作家。1980年代にエアセル・コミックス社（1994年廃業、コミックの"Samurai"・"Elford"・"Dragonforce"・『メン・イン・ブラック』など）を立ち上げたことでも知られる。ブレアの画風は、その活動初期から、彼が東アジアで触れた漫画・コミックから影響を受けたものであった。なお、当時の北米では、日本の漫画やアジア圏の漫画はほとんど受容されていなかった。ブレアの作品の特徴として、ヌードやセミヌードを含む、子どものような人物像がある。これは、彼の後期作品の主眼となったエロティカでも同様であった。ブレアに対する主だった批判はこういった作風に向けられた。

## 経歴
ブレアはオンタリオ州、オタワに生まれたが、9歳の頃からカナダと台湾や香港、タイ、ミャンマー、カンボジア、ベトナムとのあいだを行き来する生活が続いた。オタワのカールトン大学に進学したが、退学処分を受けている。画家としてのキャリアの初期、ブレアは子供番組シリーズ『You Can't Do That on Television』や科学番組『Let Me Prove It』などの仕事を手がけている。
1985年、当時ブレアが勤めていた断熱材会社が、政府との契約を打ち切られてしまう。これをうけて、ブレアは社長を説得し、会社をブレアによる編集監督のもとでエアセル・コミックス社として再出発させた。エアセルは、インデペンデント系コミック業界の発展とともに出版会社として成功を収めることとなった。ブレア自身もエアソル初期に、"Elflord"（当初は同人誌として、のちにエアセルから出版した）や"Samurai"、"Dragonring"など、いくつかのシリーズを出している。この間ブレアは、当時10代であったデーブ・クーパーをエアセル社に雇っている。1980年代後半、シリーズ『Warlock 5』を引き継いだほか、自身のシリーズ"Team Nippon"、"Leather and Lace"（成人向け）、"Gun Fury"（クーパーがインカーを担当）などを出した。1990年から1992年にかけては、（既にエアセル社を買収していた）マリブ・コミックス社のため、小説『2300年 未来の旅 ローガンの逃亡』とその続編"Logan's World"のコミカライズを担当した。
1991年、ブレアはエアセル社を退社し、自身のプロダクションを設立した。1992年の初めには、「エルフクエスト」シリーズの"New Blood"と"Blood of Ten Chiefs"の作画を担当、さらにはWaRP Graphics社から出ていた「エルフクエスト」の他の作品の作画・執筆を引き受けた。彼のシリーズ"Elflord"と"Samurai"は、WaRP社とMad Monkey Press社、そしてDavDev社で同じくコミック作家のコリン・ウォルブリッジ（当時はコリン・チャン名義）との共同制作で短期間復活した。さらに、Bao Lin Humのペンネームで新シリーズ"Demongate"も出版した。2000年代初頭、ブレアとウォルブリッジは、アメリカのグラフィックノベル出版社、NBMパブリッシング社から成人向けシリーズ"Sapphire"を発表したほか、"Sno"と"Dick Sweeney"をフランスのパケ社から出した。その後、彼らはオンラインゲームとコミッション（有償リクエスト）に専念した。ブレアとウォルブリッジは、エロティックなイラストをまとめたシリーズ"Nymphettes"を共同制作したほか、2009年にはサントス・アレマンと共同でStudio RealmWalkersを設立した。
2010年1月3日、耳の疾患と誤診された脳動脈瘤が原因で死去。ブレアの遺族は、母のマージョリー・アラン、姉妹のサンドラ・ガーランド、兄弟のブルース、そして制作を共に手掛けることの多かったコリン・ウォルブリッジが遺された。